# Slatina (Moravia meridionale)
Slatina è un comune della Repubblica Ceca facente parte del distretto di Znojmo, in Moravia Meridionale.